# Pueblo Viejo, Sinaloa
Pueblo Viejo är en ort i Mexiko.   Den ligger i kommunen Sinaloa och delstaten Sinaloa, i den västra delen av landet, 1 200 km nordväst om huvudstaden Mexico City. Pueblo Viejo ligger 108 meter över havet och antalet invånare är 104.
Terrängen runt Pueblo Viejo är huvudsakligen kuperad. Pueblo Viejo ligger nere i en dal. Runt Pueblo Viejo är det glesbefolkat, med 19 invånare per kvadratkilometer. Närmaste större samhälle är Bacubirito, 14,1 km sydost om Pueblo Viejo. I omgivningarna runt Pueblo Viejo växer huvudsakligen savannskog.